# Wilson (Ohio)
Wilson è un villaggio degli Stati Uniti d'America, situato nello stato dell'Ohio, diviso tra la contea di Monroe e la contea di Belmont.